# Cholet-Pays de la Loire
Cholet-Pays de la Loire – kolarski wyścig jednodniowy, rozgrywany we Francji w regionie Kraj Loary. Start i meta znajdują się w Cholet. Wyścig zaliczany jest do cyklu UCI Europe Tour, w którym posiada kategorię 1.1. 

## Zwycięzcy
| Rok  | Pierwsze            | Drugie                    | Trzecie                |          |
| ---- | ------------------- | ------------------------- | ---------------------- | -------- |
| 1978 | Jacques Bossis      | Roger Legeay              | Yves Daniel            |          |
| 1979 | Pierre Bazzo        | Pierre-Raymond Villemiane | Jean-Louis Gauthier    |          |
| 1980 | Roger Legeay        | René Bittinger            | Robert Alban           |          |
| 1981 | Roger Legeay        | Jacques Bossis            | Pierre-Henri Menthéour |          |
| 1982 | Pierre Bazzo        | Frédéric Brun             | Didier Vanoverschelde  |          |
| 1983 | Éric Dall'Armelina  | Francis Castaing          | Serge Beucherie        |          |
| 1984 | Pascal Poisson      | Yves Beau                 | Éric Bonnet            |          |
| 1985 | Marc Madiot         | Jean-Claude Leclercq      | Jacques Bossis         |          |
| 1986 | Dominique Lecrocq   | Philippe Louviot          | Régis Clère            |          |
| 1987 | Frédéric Garnier    | Martial Gayant            | Thomas Wegmüller       |          |
| 1988 | Patrick Onnockx     | Chris Scharmin            | Christophe Lavainne    |          |
| 1989 | Franck Boucanville  | Dick Dekker               | Edwin Bafcop           |          |
| 1990 | Kim Andersen        | Brian Walton              | Thierry Bourguignon    |          |
| 1991 | Sammie Moreels      | Johan Bruyneel            | Wiebren Veenstra       |          |
| 1992 | Laurent Desbiens    | Serge Baguet              | Jean-Cyril Robin       |          |
| 1993 | Marc Bouillon       | Bart Leysen               | Michel Vanhaecke       |          |
| 1994 | Laurent Madouas     | Christophe Leroscouet     | Patrick Van Roosbroeck |          |
| 1995 | Frank Vandenbroucke | Sammie Moreels            | Thierry Bourguignon    |          |
| 1996 | Stéphane Heulot     | Adriano Baffi             | Laurent Desbiens       |          |
| 1997 | Jaan Kirsipuu       | Lauri Aus                 | Ludovic Auger          |          |
| 1998 | Jaan Kirsipuu       | Pascal Lino               | Mario Manzoni          |          |
| 1999 | Jaan Kirsipuu       | Juris Silovs              | Rik Verbrugghe         |          |
| 2000 | Jens Voigt          | David Moncoutié           | Hendrik Van Dijck      |          |
| 2001 | Florent Brard       | Laurent Brochard          | Niko Eeckhout          |          |
| 2002 | Jimmy Casper        | Franck Bouyer             | Wim Vansevenant        |          |
| 2003 | Christophe Mengin   | Franck Bouyer             | Laurent Lefèvre        |          |
| 2004 | Bert De Waele       | Didier Rous               | Thor Hushovd           |          |
| 2005 | Pierrick Fédrigo    | Alberto Benito            | Jimmy Engoulvent       |          |
| 2006 | Christopher Sutton  | Niko Eeckhout             | Lilian Jégou           |          |
| 2007 | Stéphane Augé       | Stéphane Pétilleau        | Janek Tombak           |          |
| 2008 | Janek Tombak        | Bert De Waele             | Émilien-Benoît Bergès  |          |
| 2009 | Juan José Haedo     | Jimmy Casper              | Alexandre Pichot       |          |
| 2010 | Leonardo Duque      | Matthieu Ladagnous        | Klaas Lodewyck         |          |
| 2011 | Thomas Voeckler     | Tony Gallopin             | Benjamin Giraud        |          |
| 2012 | Arnaud Démare       | Laurent Mangel            | Mickaël Delage         |          |
| 2013 | Damien Gaudin       | Marcel Wyss               | Rein Taaramäe          |          |
| 2014 | Tom Van Asbroeck    | Sébastien Delfosse        | Sébastien Turgot       |          |
| 2015 | Pierrick Fédrigo    | Jon Ander Insausti        | Baptiste Planckaert    |          |
| 2016 | Rudy Barbier        | Baptiste Planckaert       | Yannis Yssaad          |          |
| 2018 | Thomas Boudat       | Hugo Hofstetter           | Roy Jans               |          |
| 2019 | Marc Sarreau        | Bryan Coquard             | Thomas Boudat          |          |
| 2020 | odwołany            | odwołany                  | odwołany               | odwołany |
| 2021 | Elia Viviani        | Jon Aberasturi            | Pierre Barbier         |          |
| 2022 | Marc Sarreau        | Emmanuel Morin            | Piet Allegaert         |          |
| 2023 | Laurence Pithie     | Anthony Perez             | Lorrenzo Manzin        |          |
| 2024 | Paul Lapeira        | Alexis Renard             | Tom Van Asbroeck       |          |
| 2025 | Lukáš Kubiš         | Benjamin Thomas           | Niklas Larsen          |          |